# Heartland Institute
L'Heartland Institute è un centro studi statunitense di orientamento liberista e conservatore fondato nel 1984. Ha sede nella città di Arlington Heights in Illinois. 
Negli anni novanta ha collaborato con la multinazionale del tabacco Philip Morris per contestare i rischi del fumo passivo. Dall'inizio degli anni duemila si è dedicato attivamente a promuovere la negazione del riscaldamento globale.

## Storia
L'Heartland Institute è stato fondato nel 1984 dal banchiere David Padden, con lo scopo di sostenere le politiche favorevoli al libero mercato. Padden ha presieduto l'istituto fino al 1995, ma è rimasto nel consiglio di amministrazione dell'istituto fino al 2011, anno della sua morte. Joseph Bast è divenuto subito il primo collaboratore di Padden nell'istituto e nel 1995 gli è succeduto nella carica di presidente, mentre la moglie di Bast, Diane, è diventata direttrice delle pubblicazioni dell'istituto.
Negli anni novanta, Heartland ha collaborato con l'azienda produttrice di tabacco Philip Morris per mettere in discussione i gravi rischi di cancro derivanti dal fumo passivo e per fare pressione contro le normative governative in materia di sanità pubblica. Dopo il 2000, Heartland ha rivolto la sua attenzione alle politiche ambientali, diventando una delle principali organizzazioni statunitensi promotrici della negazione del cambiamento climatico di origine antropica. A partire dal 2008, Heartland ha organizzato conferenze per mettere in discussione il consenso scientifico sui cambiamenti climatici e il riscaldamento globale. 
Dopo l'elezione del presidente degli Stati Uniti Barack Obama nel novembre 2008, l'Istituto è stato coinvolto nelle iniziative del  movimento Tea Party. Nel giugno del 2017, Tim Huelskamp ha assunto la presidenza al posto di Bast, ma l'ha lasciata nel giugno 2019 ed è stato rimpiazzato da Frank Lasee. Sotto la presidenza di quest'ultimo, Heartland ha attraversato una grave crisi finanziaria e ha dovuto licenziare metà dei dipendenti, per cui Lasee è stato rimosso dalla presidenza e sostituito da James Taylor.

## Posizione e attività sui cambiamenti climatici
L'Heartland Institute rifiuta il consenso scientifico sul cambiamento climatico, affermando che gran parte del riscaldamento globale è dovuto a cause naturali, che l'entità del cambiamento climatico non è catastrofica, che un cambiamento climatico moderato potrebbe essere benefico e che i costi economici per cercare di mitigare il cambiamento climatico superano i benefici.
Dal 2008 al 2018 Heartland ha organizzato la conferenza internazionale annuale sui cambiamenti climatici, in cui si sono riuniti decine di negazionisti sui cambiamenti climatici. Nel 2010 la BBC ha riferito che la natura fortemente politicizzata delle conferenze di Heartland ha portato alcuni scettici "moderati" sul clima a decidere di evitarle. Tra i relatori delle conferenze vi sono stati alcuni dei più noti scienziati negazionisti come Fred Singer, Richard Lindzen, Roy Spencer e Willie Soon. Dal 2012 Heartland sponsorizza il NIPCC (Nongovernamental International Panel on Climate Change), un gruppo internazionale non governativo di scienziati che scrivono e si esprimono sui cambiamenti climatici. Tra gli autori di pubblicazioni edite o finanziate da Heartland vi sono stati scienziati negazionisti come Robert M. Carter, Sherwood Idso, Fred Singer, Roy Spencer, Piers Corbyn, Willie Soon e l'economista J. Scott Armstrong.
Diverse iniziative di Heartland hanno causato forti critiche. Nel 2012 l'istituto ha creato un manifesto propagandistico con l'immagine di  Theodore Kaczynski (soprannominato Unabomber) e la didascalia  "Io credo ancora nel riscaldamento globale, e tu?" ma l'iniziativa ha causato forti proteste, per cui è stata subito fermata. Nel marzo 2017 un settore di Heartland, il Center for Transforming Education, ha avviato l'invio non richiesto del libro dell'istituto Why Scientists Disagree About Global Warming (Perché gli scienziati sono in disaccordo sul riscaldamento globale) e di un DVD di accompagnamento destinati a tutti i 200 000 insegnanti di scienze negli Stati Uniti, con una lettera di accompagnamento che fornisce un collegamento a una guida online per la pianificazione del corso. Il National Center for Science Education ha dichiarato che "Il materiale non era scientifico e aveva lo scopo di confondere gli insegnanti".  Nel 2019 Heartland ha ingaggiato la diciannovenne tedesca Naomi Seibt, influencer su YouTube e negazionista sui cambiamenti climatici, per divulgare tra i giovani le tematiche relative al negazionismo climatico, creando una contrapposizione con l'attivista Greta Thunberg. La giovane è stata anche invitata a parlare in un convegno negli Stati Uniti. La Seibt ha tuttavia manifestato in seguito simpatie per alcuni personaggi e idee di estrema destra suscitando commenti negativi, anche se la madre della giovane ha negato che la figlia sia un’attivista di destra. Nel 2020 il contratto con la giovane tedesca non è stato rinnovato, ufficialmente per decisione della stessa Seibt, che ha dichiarato di non volere essere accusata di influenzare la politica tedesca per conto di un'organizzazione statunitense.

### Critiche
Nel loro libro Mercanti di dubbi del 2010, Naomi Oreskes ed Erik M. Conway hanno scritto che l'Heartland Institute è noto "per la sua persistente messa in discussione della scienza del clima, per la sua promozione di 'esperti' che hanno fatto poca, se non nessuna, ricerca sul clima sottoposta a revisione paritaria", e "per aver sponsorizzato una conferenza a New York nel 2008 in cui si sosteneva che il lavoro della comunità scientifica sul riscaldamento globale è falso." Il New York Times ha scritto nel 2012 che Heartland è "la principale organizzazione americana che spinge lo scetticismo sul cambiamento climatico". Secondo il professore di sociologia Riley Dunlap dell'Università statale dell'Oklahoma - Stillwater e il professore di scienze politiche Peter J. Jacques dell'Università della Florida Centrale, Heartland "è emerso come una forza trainante nella negazione del cambiamento climatico" nel decennio 2003-2013, mentre gli storici James Morton Turner e Andrew Isenberg hanno descritto Heartland come un leader nella "campagna di disinformazione scientifica" contro il cambiamento climatico.